# Montenegro en los Juegos Olímpicos de Río de Janeiro 2016
Montenegro estuvo representado en los Juegos Olímpicos de Río de Janeiro 2016 por un total de 34 deportistas que compitieron en 7 deportes. Responsable del equipo olímpico es el Comité Olímpico de Montenegro, así como las federaciones deportivas nacionales de cada deporte con participación.
La portadora de la bandera en la ceremonia de apertura fue la balonmanista Bojana Popović. El equipo olímpico de Montenegro no obtuvo ninguna medalla en estos Juegos.